# Джордж Норман Липърт
Джордж Норман Липърт (на английски: George Norman Lippert) е американски графичен дизайнер, аниматор и писател на бестселъри в жанра фентъзи и графичен роман.

## Биография и творчество
Джордж „Гео“ Норман Липърт е роден на 11 януари 1970 г. в Охайо, САЩ. През 2000 г. завършва с бакалавърска степен анимация в Държавния университет „Болдуин Грийн“.
В периода 2006-2008 г. работи като интерактивен графичен дизайнер към „Global Industries“. От 2008 г. е графичен дизайнер към „Speedbump Studios & Georgezilla Productions“.
Като фен на поредицата на Джоан Роулинг „Хари Потър“ решава да напише свое собствено продължение, разказващо историята на големия син на Хари – Джеймс Сириус Потър. Първоначално книгата от 400 страници „Джеймс Потър и Залата на древните кръстопътища“ е написана за синът му Зейн, но след окуражителните оценки от него и съпругата му, решава да я публикува в своя сайт. Добрият дизайн и интересната интрига правят романа известен далеч над останалите фензини достигайки над един милион читатели.
От екипа на Роулинг решават да го съдят за плагиатство, но сред като Роулинг прочита романа му, дава разрешение за издаването му.
Джордж Норман Липърт живее със семейството си в Ери, Пенсилвания.

## Произведения

### Самостоятелни романи
- Ruins of Camelot (2011)

### Серия „Джеймс Потър“ (James Potter)
1. James Potter and the Hall of Elders' Crossing (2007)
Джеймс Потър и Залата на древните кръстопътища, фен-превод
2. James Potter and the Curse of the Gatekeeper (2007)
3. James Potter and the Vault of Destinies (2010)
4. James Potter and the Morrigan Web (2013)
5. James Potter and the Crimson Thread (2017)

в света на Джеймс Потър
- The Girl on the Dock: A Dark Fairy Tale (2008)
- Harry's First Christmas (2008)
- Merlin's Gift (2008)